# پروتئین سنبله

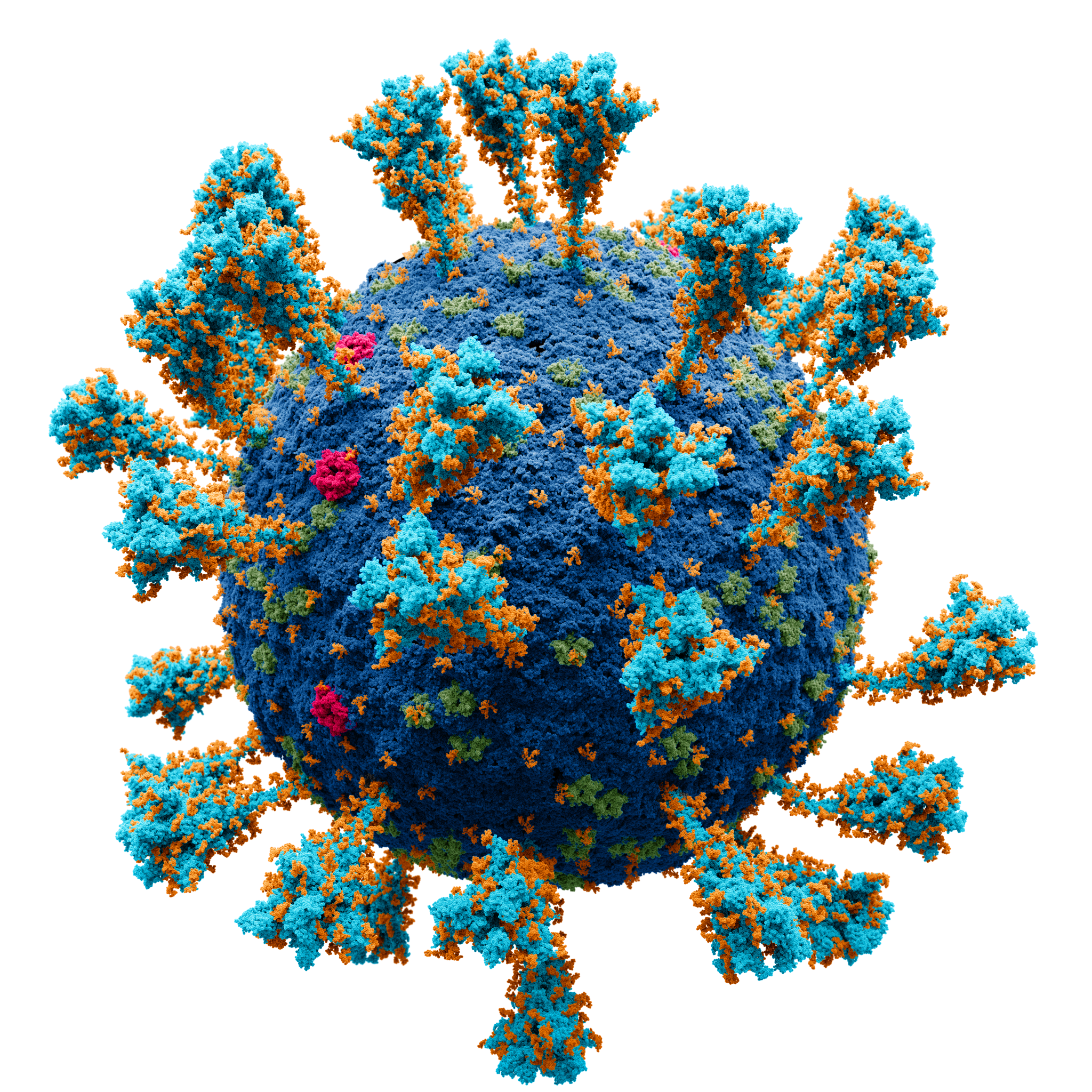
پروتئین‌های ویروس کرونا (فیروزه ای) از سطح سارس کووید ۲، ویروسی که باعث کووید ۱۹ می‌شود. پروتئین گلیکوزیلاسیون و گلیکان‌های آن به رنگ نارنجی نشان داده شده‌است.

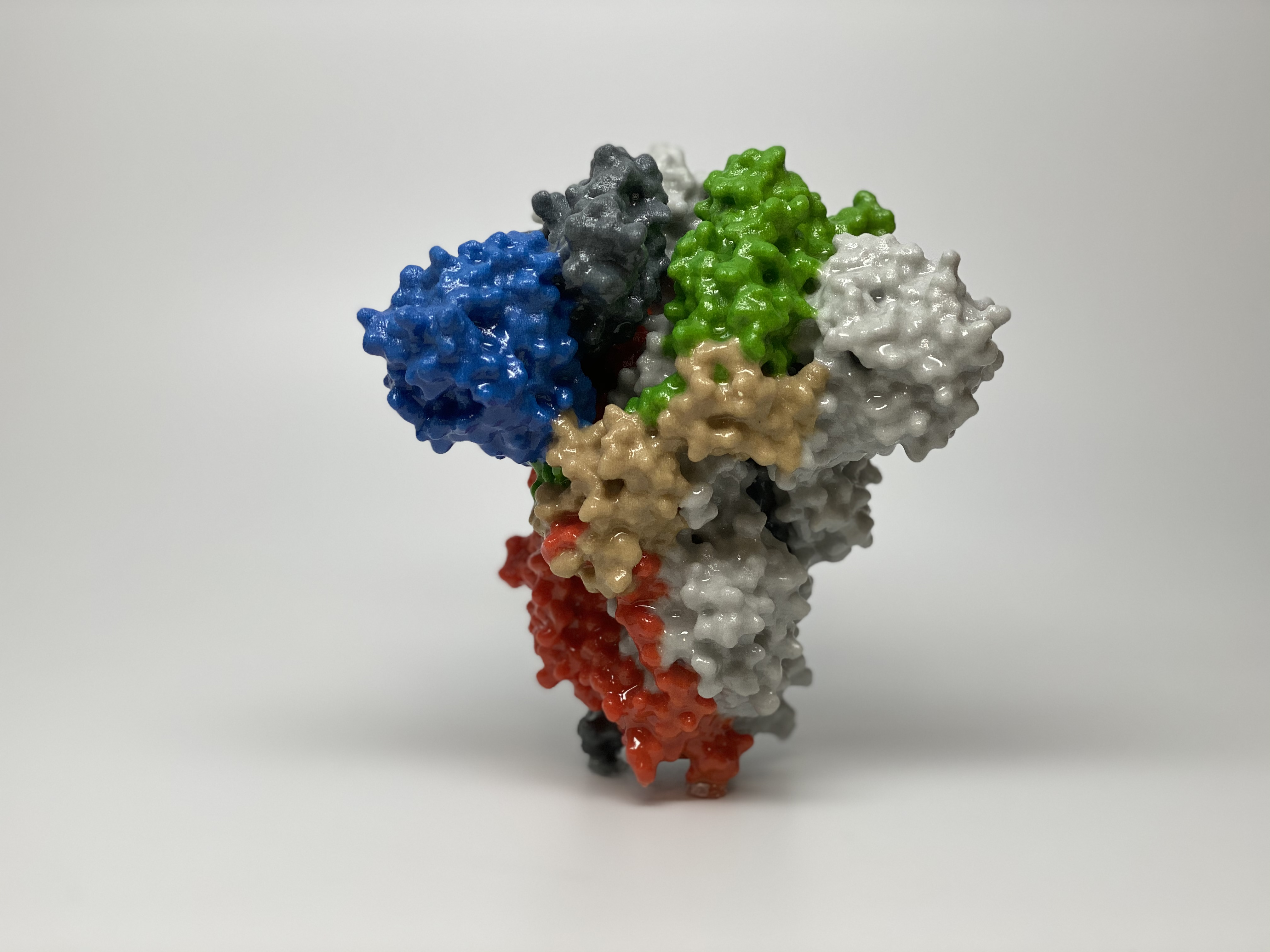
چاپ سه‌بعدی یکی از سنبله‌های سه‌بعدی سارس کووید ۲.

پروتئین سُنبُله (به انگلیسی: Spike protein) یا پروتئین پلپومر در ویروس‌شناسی، پروتئینی است که به شکل یک ساختار بزرگ شناخته شده به عنوان سنبله (اسپایک) یا پلپومر طرح‌ریزی از سطح یک پوشش ویروس است. : 29–33  پروتئین‌ها معمولاً گلیکوپروتئین‌هایی هستند که دیمر یا تریمر تشکیل می‌دهند. : 29–33  غالباً واژه پروتئین سنبله به‌طور خاص '''پروتئین
سنبله کروناویروس''' به یکی از چهار پروتئین ساختاری اصلی مشترک در همه ویروس‌های کرونا اشاره دارد، که ظاهر تمایز این ویروس‌ها را در میکروگراف‌های الکترونی ایجاد می‌کند.

## تاریخ و ریشه‌شناسی
اصطلاح "پپلومر" (peplomer) به جهش منحصر فردی از سطح ویروس اشاره دارد. جمعی از لایه‌ای از مواد در سطح خارجی ویریون به عنوان "peplos" اشاره شده‌است. این اصطلاح از واژه یونانی peplos گرفته شده‌است که به معنای یک روپوش یا شال است که زنان در یونان باستان می‌پوشیدند و در چین‌های گشاد آویزان و گاهی اوقات روی سر کشیده می‌شد. سامانه‌های اولیه طبقه‌بندی ویروسی، مانند سیستم آندره لووف - Horne - Tournier که در دهه ۱۹۶۰ ارائه شد، از ظاهر و مورفولوژی "peplos" و peplomers به عنوان ویژگی‌های مهم برای طبقه‌بندی استفاده کردند.

## مثال‌ها
- سارس کووید ۲
- ارتومیکسوویریده

سنبله‌ها یا پلپومرها می‌توانند در تصاویر میکروگراف الکترونی پوشش ویروس مانند ارتومیکسوویریده‌ها، پارامیکسوویروس‌ها، رابدوویروس‌ها، فیلو ویروس‌ها، ویروس‌های کرونا، بانیاویرالز، آرناویروس‌ها و رتروویروسها قابل مشاهده باشند. : 33 